# 1974-es labdarúgó-világbajnokság-selejtező (UEFA – 3. csoport)
Az 1974-es labdarúgó-világbajnokság európai 3. selejtezőcsoportjának mérkőzéseit, és a csoport végeredményét tartalmazó lapja. A csoportban körmérkőzéses, oda-visszavágós rendszerben játszottak egymással a labdarúgó-válogatottak. A selejtezőket 1972. május 18. és 1973. november 18. között rendezték. A csoport győztese automatikus résztvevője lett az 1974-es labdarúgó-világbajnokságnak.
A csoportban Belgium, Hollandia, Izland és Norvégia szerepelt.
Hollandia jutott ki az 1974-es világbajnokságra.

## Tabella
| Hely. | Csapat    | M | Gy | D | V | G+ | G– | Gk  | P  | Továbbjutás                          |     | Hollandia | Belgium | Norvégia | Izland |
| ----- | --------- | - | -- | - | - | -- | -- | --- | -- | ------------------------------------ | --- | --------- | ------- | -------- | ------ |
| 1.    | Hollandia | 6 | 4  | 2 | 0 | 24 | 2  | +22 | 10 | Kijutott az 1974-es világbajnokságra |     | —         | 0–0     | 9–0      | 5–0    |
| 2.    | Belgium   | 6 | 4  | 2 | 0 | 12 | 0  | +12 | 10 |                                      |     | 0–0       | —       | 2–0      | 4–0    |
| 3.    | Norvégia  | 6 | 2  | 0 | 4 | 9  | 16 | −7  | 4  |                                      | 1–2 | 0–2       | —       | 4–1      |        |
| 4.    | Izland    | 6 | 0  | 0 | 6 | 2  | 29 | −27 | 0  |                                      | 1–8 | 0–4       | 0–4     | —        |        |

## Mérkőzések
| 1972. május 18. |

| Belgium                                                | 4–0         | Izland |
| ------------------------------------------------------ | ----------- | ------ |
| Van Himst 12' Polleunis 34' 57' Gunnarsson 89' (öngól) | Jegyzőkönyv |        |

| Stade Maurice Dufrasne, Liège Nézőszám: 6257 Játékvezető: Kaj Rasmussen (dán) |

| 1972. május 22. |

| Izland | 0–4         | Belgium                                                      |
| ------ | ----------- | ------------------------------------------------------------ |
|        | Jegyzőkönyv | Janssens 28' Lambert 30' (11-esből) 49' (11-esből) Dockx 60' |

| Klokke Stadion, Brugge, Belgium Nézőszám: 10 508 Játékvezető: Joseph Byrne (ír) |

| 1972. augusztus 3. |

| Norvégia                                                | 4–1         | Izland        |
| ------------------------------------------------------- | ----------- | ------------- |
| Fuglset 55' (11-esből) Lund 57' Hestad 83' Johansen 87' | Jegyzőkönyv | Óskarsson 90' |

| Stavanger Stadion, Stavanger Nézőszám: 14 000 Játékvezető: Wolfgang Riedel (keletnémet) |

| 1972. október 4. |

| Norvégia | 0–2         | Belgium                            |
| -------- | ----------- | ---------------------------------- |
|          | Jegyzőkönyv | Dolmans 58' (11-esből) Lambert 60' |

| Ullevaal Stadion, Oslo Nézőszám: 10 141 Játékvezető: William Mullen (skót) |

| 1972. november 1. |

| Hollandia                                                                              | 9–0         | Norvégia |
| -------------------------------------------------------------------------------------- | ----------- | -------- |
| Neeskens 31' 51' 63' Cruijff 55' 82' De Jong 70' Brokamp 76' 87' Keizer 80' (11-esből) | Jegyzőkönyv |          |

| De Kuip, Rotterdam Nézőszám: 56 000 Játékvezető: Stanisław Eksztajn (lengyel) |

| 1972. november 19. |

| Belgium | 0–0         | Hollandia |
| ------- | ----------- | --------- |
|         | Jegyzőkönyv |           |

| Bosuilstadion, Antwerpen Nézőszám: 54 293 Játékvezető: Keith Walker (angol) |

| 1973. augusztus 2. |

| Izland | 0–4         | Norvégia                                 |
| ------ | ----------- | ---------------------------------------- |
|        | Jegyzőkönyv | Sunde 40' Johansen 55' 87' Pettersen 80' |

| Laugardalsvöllur, Reykjavík Nézőszám: 5429 Játékvezető: Ove Dahlberg (svéd) |

| 1973. augusztus 22. |

| Hollandia                                          | 5–0         | Izland |
| -------------------------------------------------- | ----------- | ------ |
| Van Hanegem 6' Cruijff 8' 57' Haan 17' Brokamp 29' | Jegyzőkönyv |        |

| Olimpiai Stadion, Amszterdam Nézőszám: 17 213 Játékvezető: Jacques Colling (luxemburgi) |

| 1973. augusztus 29. |

| Izland          | 1–8         | Hollandia                                                                                                 |
| --------------- | ----------- | --- |
| E. Geirsson 44' | Jegyzőkönyv | Brokamp 15' 75' Cruijff 21' 28' Neeskens 24' Van der Kerkhof 46' Schneider 48' (11-esből) Van Hanegem 71' |

| De Adelaarshorst, Deventer, Hollandia Nézőszám: 23 000 Játékvezető: Martti Hirviniemi (finn) |

| 1973. szeptember 12. |

| Norvégia   | 1–2         | Hollandia                |
| ---------- | ----------- | ------------------------ |
| Hestad 77' | Jegyzőkönyv | Cruijff 7' Hullshoff 87' |

| Ullevaal Stadion, Oslo Nézőszám: 19 241 Játékvezető: Malcolm Wright (északír) |

| 1973. október 31. |

| Belgium                                       | 2–0         | Norvégia |
| --------------------------------------------- | ----------- | -------- |
| Dolmans 32' (11-esből) Lambert 85' (11-esből) | Jegyzőkönyv |          |

| Constant Vanden Stock Stadion, Anderlecht Nézőszám: 14 303 Játékvezető: Michal Jursa (csehszlovák) |

| 1973. november 18. |

| Hollandia | 0–0         | Belgium |
| --------- | ----------- | ------- |
|           | Jegyzőkönyv |         |

| Olimpiai Stadion, Amszterdam Nézőszám: 52 847 Játékvezető: Pavel Kazakov (szovjet) |